# 本賈利省

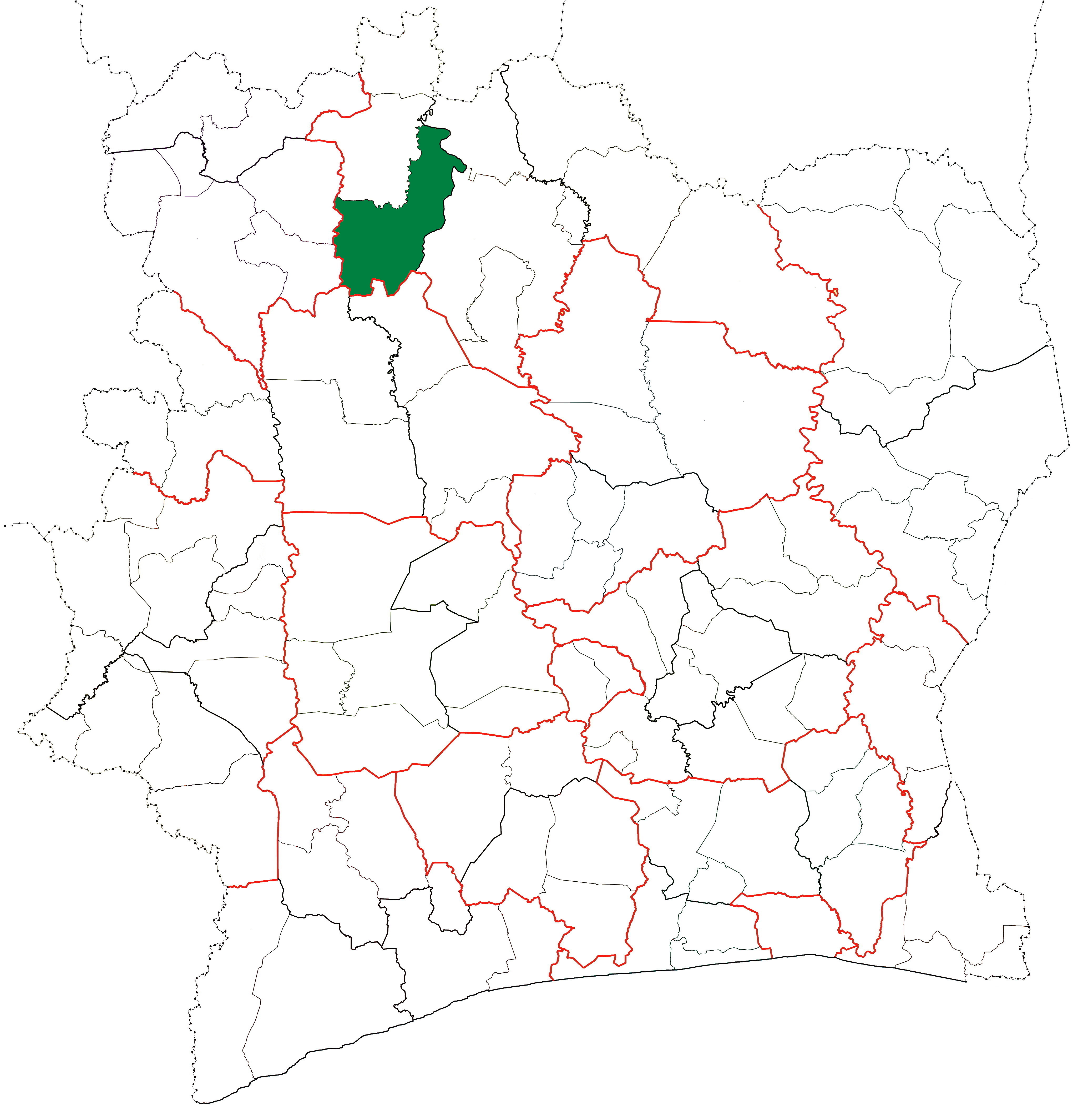

9°32′N 6°29′W / 9.533°N 6.483°W
本賈利省（法語：Département de Boundiali），是科特迪瓦的省份，位於該國北部薩瓦內區，由巴戈埃大區負責管轄，北面是庫托省，首府設於本賈利，成立於1969年，2014年時人口為127,684人。